# مردم جک
مردم جک (ترکی آذربایجانی: Ceklilər) یک گروه قومی از مردم قفقاز شمال شرقی در شمال کشور جمهوری آذربایجان هستند. جک‌ها یکی از اقوام شاه‌داغ هستند. جک‌ها بخشی از اقوام شاه‌داغ از مردم داغستان هستند و در شمال شرقی جمهوری آذربایجان و کوه شاه‌داغ قفقاز بزرگ ساکن هستند. سرزمین مادری تاریخی جک‌ها روستای جک در شهرستان قوبا است و زبان مادری آن‌ها زبان جکی است که یک زبان لزگی از خانواده شمال شرقی قفقاز است.
مردم جک مسلمان سنی هستند.

## نگارخانه

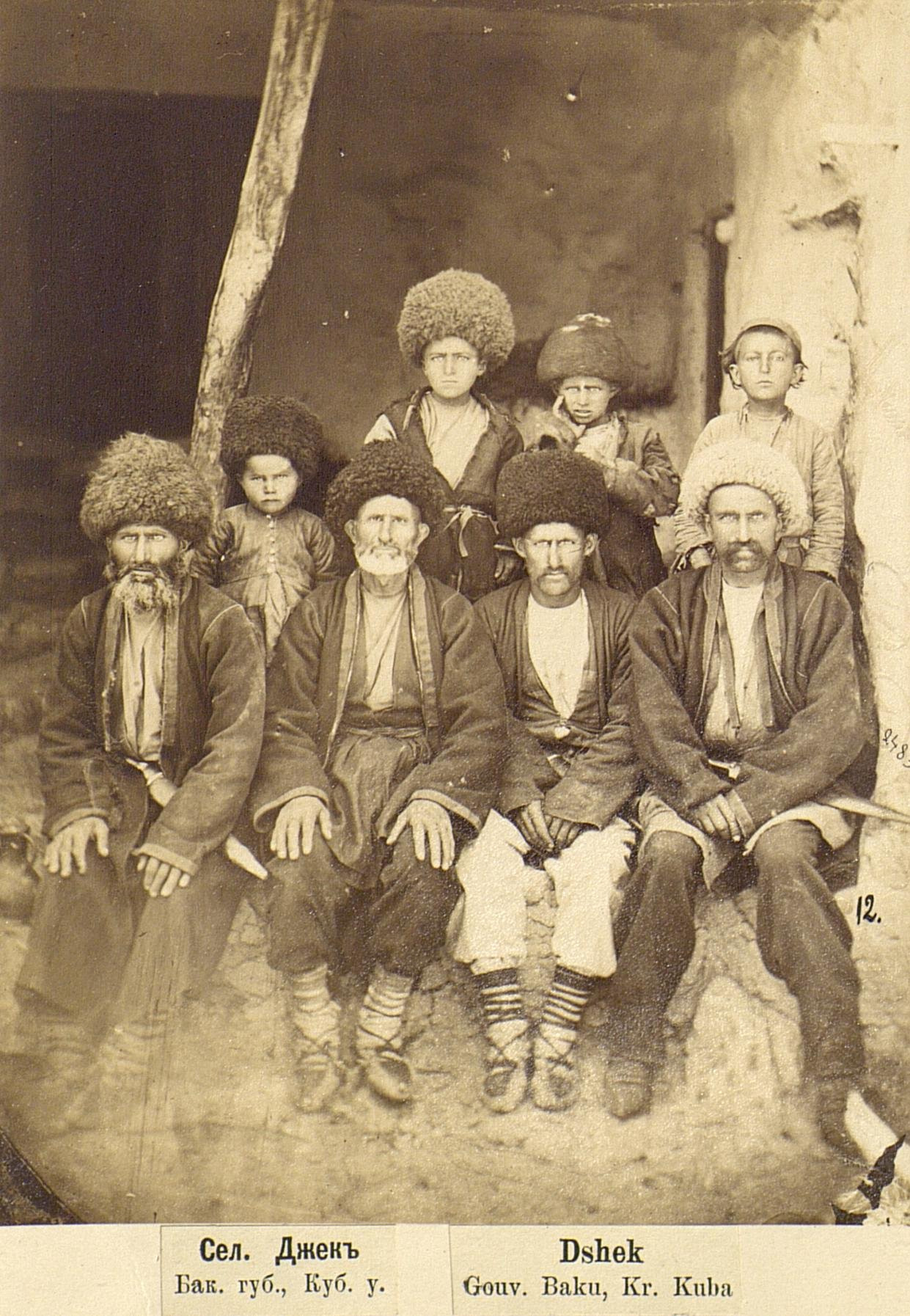
مردم جک - ۱۸۸۰ میلادی
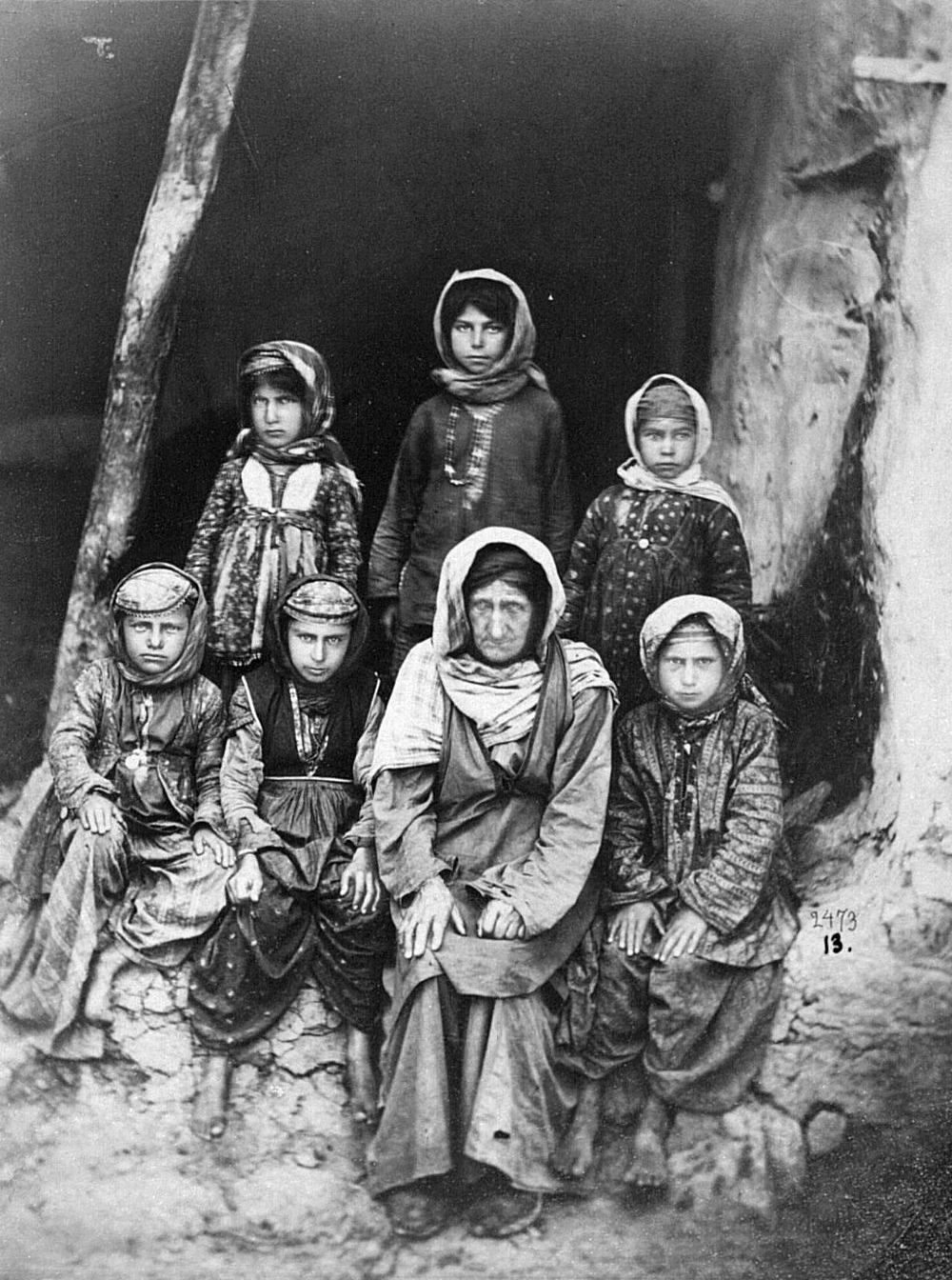
مردم جک - ۱۸۸۰ میلادی
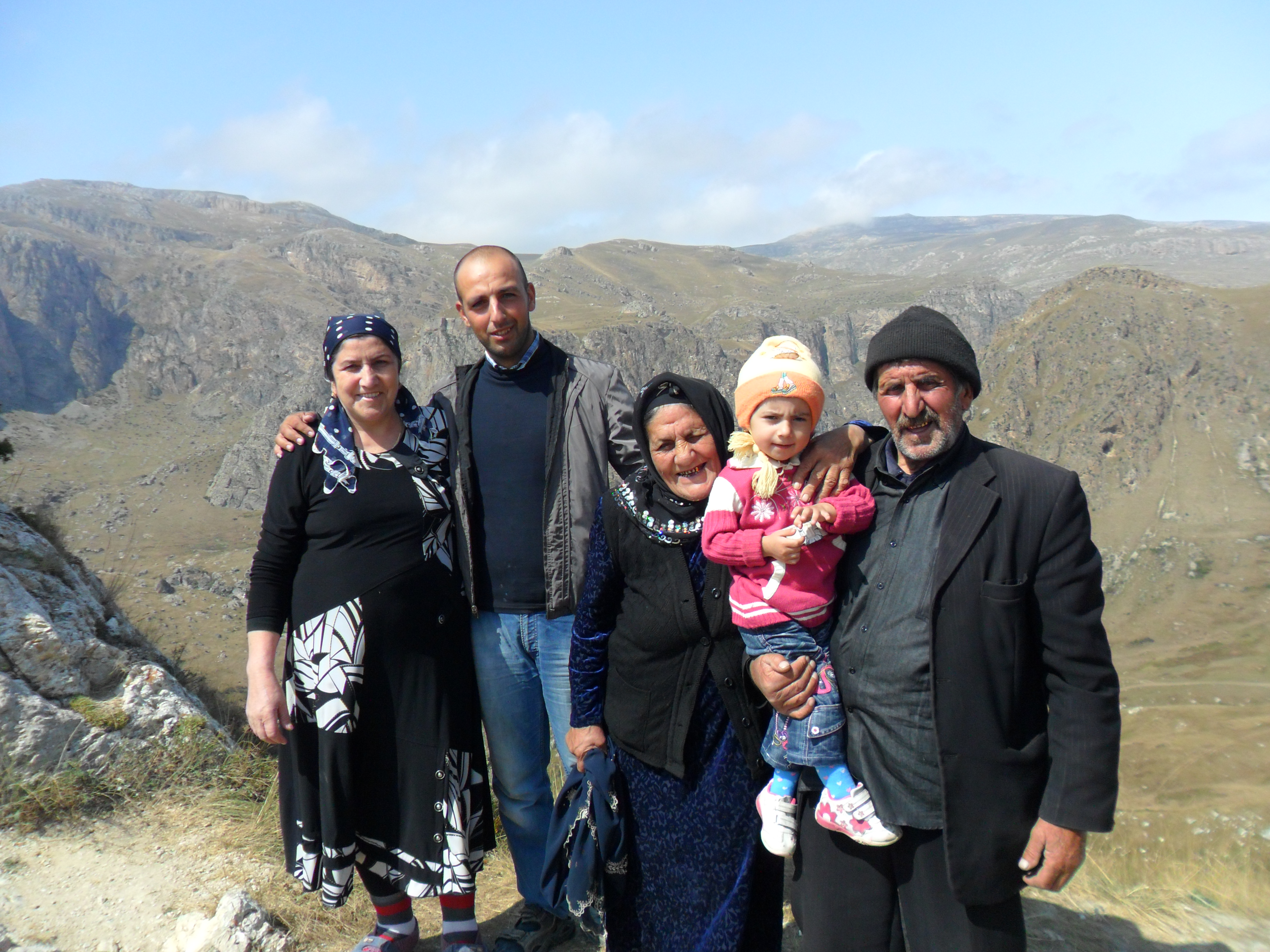
مردم جک - ۲۰۱۲ میلادی
- یک سخنور زبان جکی در آلمان